# Мухаммад, Али Шахид
Али Шахид Мухаммад (родился 11 августа 1970 года) — американский хип-хоп ди-джей, продюсер и рэпер, известный как участник группы A Tribe Called Quest, в составе которой вместе с Q-Tip и Phife Dawg (а иногда и с Джароби Уайтом) выпустил шесть студийных альбомов с 1990 по 2016 год.
Мухаммед мусульманин. Вместе с Джеем Ди и Q-Tip он создал музыкально-продюсерский коллектив The Ummah.
После того как группа распалась, Мухаммед сформировал работавшую в жанре R&B супергруппу под названием Lucy Pearl с Дон Робинсон, ранее певшей в En Vogue и Рафаэлом Садиком (бывшим участником коллектива Tony! Toni! Toné!), выпустив один альбом в 2000 году. 12 октября 2004 года он выпустил свой дебютный сольный альбом Shaheedullah and Stereotypes. В настоящее время он является соведущим радиошоу NPR «Microphone Check».
В 2016 году Мухаммед совместно с Адрианом Янгом создал саундтрек к сериалу «Люк Кейдж». Он повторил свою работу с Янгом для второго сезона в 2018 году.

## Дискография
Студийные альбомы
- Shaheedullah and Stereotypes (2004)

Совместные альбомы
- Lucy Pearl (в составе группы Lucy Pearl[англ.] (2000)
- Luke Cage (совм. с Адрианом Янгом[англ.]) (2016)
- Luke Cage: Season 2 (совм. с Адрианом Янгом) (2018)
- The Midnight Hour (совм. с Adrian Younge as The Midnight Hour) (2018)